# Кобостово (посёлок)
Кобостово — посёлок при железнодорожной станции в Глебовском сельском округе Глебовского сельского поселения Рыбинского района Ярославской области .
Поселок находится к юго-востоку от железнодорожной станции Кобостово, железнодорожной ветки Рыбинск — Сонково, на 2 км к востоку от правого берега Волги. На расстоянии около 1 км на запад от посёлка железную дорогу пересекает автомобильная дорога идущая с юга на север по правому берегу Волги от Николо-Кормы к Ларионово .
На 1 января 2007 года в посёлке проживало 67 человек постоянного населения . Почтовое отделение, находящееся в посёлке Кобостово, кроме собственно посёлка обслуживает ряд окружающих деревень .